# Michael Caton-Jones
Michael Caton-Jones (ur. 15 października 1957 w Broxburn) – brytyjski reżyser filmowy.
Urodził się w Szkocji jako Michael Jones. Wyjechał do Londynu, pracował w telewizji. Już pierwszy film długometrażowy – Skandal z Johnem Hurtem i Bridget Fondą – otworzył mu drogę do Hollywood. W pierwszej połowie lat 90. nakręcił m.in. dramat wojenny Ślicznotka z Memphis o załodze bombowca z czasów II wojny światowej oraz psychologiczny Chłopięcy świat z Robertem De Niro i Leonardem di Caprio w rolach głównych.
Uznaniem cieszyły się także kolejne sygnowane jego nazwiskiem filmy, historyczny obraz o szkockim rozbójniku Rob Roy, Szakal – remake filmu z lat 70. oraz Dochodzenie z De Niro w roli policjanta prowadzącego śledztwo w sprawie własnego syna. Ważnym dziełem w jego dorobku jest także Strzelając do psów, film ukazujący ludobójstwo w Rwandzie. Kompletnym niewypałem za to okazał się Nagi instynkt 2, kontynuacja hitu z lat 90.

## Reżyseria
- 1989: Skandal (Scandal)
- 1990: Ślicznotka z Memphis (Memphis Belle)
- 1991: Doktor Hollywood (Doc Hollywood)
- 1993: Chłopięcy świat (This Boy's Life)
- 1995: Rob Roy (Rob Roy)
- 1997: Szakal (The Jackal)
- 2002: Dochodzenie (City by the Sea)
- 2005: Pieska śmierć (Shooting Dogs)
- 2006: Nagi instynkt 2 (Basic Instinct 2)
- 2015: Urban Hymn
- 2018: Profesjonalista (Asher)
- 2019: Panny roztropne (Our Ladies)